# Gerhard Schallert
Gerhard Schallert (ur. 20 marca 1975) – austriacki skoczek narciarski, reprezentant kraju, trzykrotny medalista zimowej uniwersjady w latach 1997 i 1999, wicemistrz świata juniorów w drużynie z 1993 roku.
W Pucharze Świata po raz pierwszy zaprezentował się podczas kwalifikacji do konkursu Turnieju Czterech Skoczni w 1994 roku w Innsbrucku. Pierwszy raz w konkursie głównym wystąpił 22 stycznia tego roku w Sapporo i zajął w nim 45. miejsce. Dzień później zdobył pierwszy w karierze punkt do klasyfikacji generalnej cyklu, zajmując 30. miejsce. Łącznie w swojej karierze pięciokrotnie plasował się w czołowej trzydziestce zawodów Pucharu Świata. Najwyższe, 23. miejsce w zawodach tej rangi osiągnął 15 grudnia 1996 w Harrachovie.
W sezonie 1992/1993 wygrał dwa kończące sezon konkursy Pucharu Europy w Gällivare (3 i 4 kwietnia 1993). Wcześniej, 27 marca tego roku uplasował się na drugim miejscu w Ruce, przegrywając z Toni Nieminenem. W cyklu kontynuującym Puchar Europy – Pucharze Kontynentalnym czterokrotnie zajął miejsca na podium. W sezonie 1993/1994 dwukrotnie był trzeci – 29 grudnia 1993 w Sankt Aegyd i 9 stycznia 1994 w Gallio, sezon później uplasował się na drugim miejscu podczas konkursu w Iron Mountain, a w sezonie 1995/1996 zajął trzecie miejsce w pierwszym konkursie w Zaō.
W latach 1990–1993 startował w zawodach z cyklu Alpen Cup. Dwukrotnie w konkursach w sezonie 1992/1993 stał na podium – 6 stycznia 1993 w Villach był trzeci, a 30 stycznia tego roku w Reit im Winkl zwyciężył. Dzięki temu zajął drugie miejsce w klasyfikacji generalnej cyklu.
W 1993 roku został wicemistrzem świata juniorów w konkursie drużynowym na mistrzostwach w Harrachovie. W konkursie indywidualnym zajął dziewiąte miejsce.
W 1997 roku uczestniczył w uniwersjadzie w Muju. W konkursach skoków zdobył dwa medale – brązowy w zawodach indywidualnych na normalnej skoczni i srebrny w zawodach drużynowych. W konkursie indywidualnym na dużej skoczni zajął siódme miejsce. Dwa lata później na uniwersjadzie w Popradzie ponownie został wicemistrzem w konkursie drużynowym.
Jest bratem Richarda Schallerta, skoczka i trenera skoków narciarskich, od 2014 roku głównego trenera czeskiej kadry narodowej.

## Życie prywatne
Gerhard Schallert urodził się w 1975 roku. Jego bratem jest Richard Schallert (ur. 1964), najpierw skoczek, a później trener skoków narciarskich, od 2014 główny szkoleniowiec reprezentacji Czech. Gerhard i Richard mają ponadto braci Rolanda (ur. 1969) i Klausa (ur. 1973), którzy również startowali w juniorskich zawodach w skokach narciarskich oraz Martina.

## Przebieg kariery

### Początki kariery (do 1990)
W grudniu 1985 i styczniu 1986 stanął na podium zawodów w kategorii dzieci – w grudniu w Riezlern był trzeci za Alexandrem Betzem i Andreasem Beckiem, a w styczniu zwyciężył w Bezau. W dziecięcych i szkolnych zawodach startował również w kolejnych kilku latach. W kwietniu 1988 zajął trzecie miejsce w wiosennym konkursie skoków w Dornbirn, przegrywając ze swoim bratem Klausem i z Seppem Zehnderem. W lipcu 1989 triumfował w międzynarodowych zawodach do lat 14 rozegranych na igelicie w Oberstdorfie. W sierpniu tego samego roku w Garmisch-Partenkirchen został nieoficjalnym letnim wicemistrzem świata dzieci do lat 14 w konkursie indywidualnym, przegrywając z Zoranem Zupančičem oraz mistrzem w zawodach drużynowych, w których wystąpił wraz z Richardem Foldlem, Martinem Höllwarthem i Mario Stecherem. W marcu 1990 stanął na trzecim stopniu podium zawodów OPA w swojej wiekowej kategorii (roczniki od 1975) w Breitenbergu i również na trzecim stopniu zawodów Raiffeisen w Riezlern.

### Lata 1990–1992

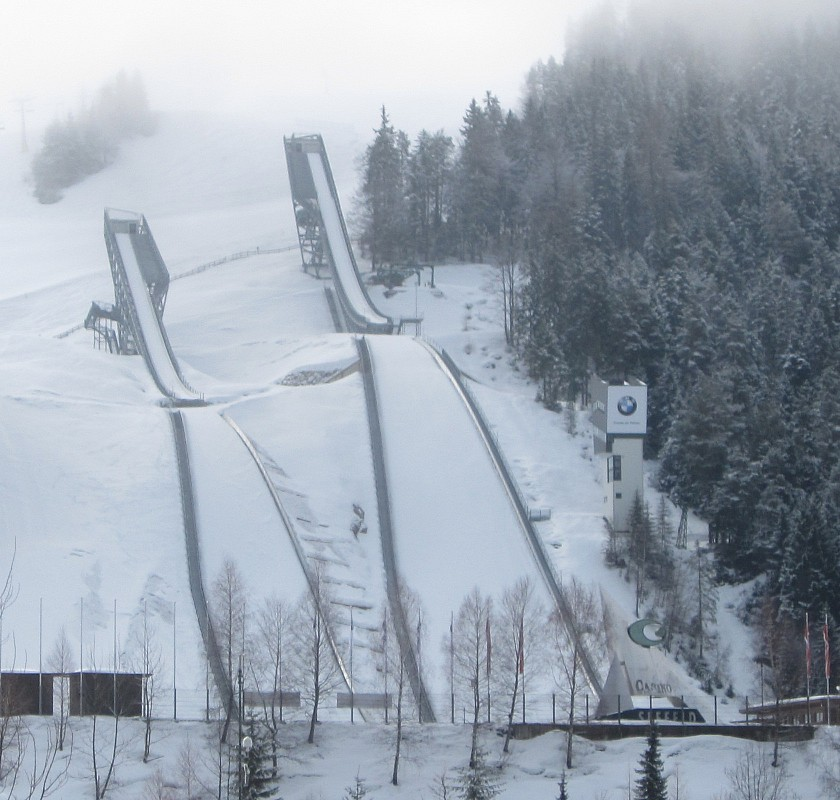
Toni-Seelos Olympiaschanze (po prawej) w Seefeld – skocznia, na której Schallert w 1991 roku zadebiutował w zawodach Pucharu Europy

W grudniu 1990 roku w Andelsbuch zadebiutował w zawodach z cyklu Alpen Cup, zajmując w nich 32. miejsce. W sezonie 1990/1991 wystartował we wszystkich sześciu konkursach tego cyklu, trzykrotnie plasując się w czołowej piętnastce zawodów, dającej punkty do klasyfikacji generalnej. Po raz pierwszy zdobył punkty podczas konkursu w Predazzo zorganizowanym 12 stycznia 1991. Uplasował się w nim na czwartym miejscu, za Milanem Kučerą, Damjanem Frasem i Markiem Nölke. W kolejnym konkursie, 19 stycznia w Täsch, Austriak zajął siódme miejsce. Punkty zdobył również za jedenaste miejsce w Les Rousses. W klasyfikacji generalnej cyklu Schallert uplasował się na jedenastej pozycji. W lutym 1991 roku po raz pierwszy zaprezentował się w zawodach Pucharu Europy. W konkursie rozegranym w Seefeld zajął on 30. miejsce w gronie 64 zawodników. Do zdobycia pierwszych w karierze punktów, czyli do 15. miejsca, które zajmował Thomas Klauser, zabrakło mu 18,7 punktu. W sezonie 1990/1991 dwukrotnie stanął na podium zawodów juniorskich. Najpierw, 21 lutego w Reit im Winkl, zajął drugie miejsce w memoriale Franza Haslbergera w kategorii dla skoczków w wieku 16 lat. Przegrał wówczas rywalizację z Adolfem Gruggerem. Z tym zawodnikiem, a także z Jozefem Wallerem, przegrał w zawodach OPA w tej samej kategorii wiekowej, rozegranych 3 marca w Einsiedeln.
Latem 1991 roku wystąpił w dwóch konkursach juniorskich na igelicie w Oberstdorfie. W pierwszych zajął drugie, a w drugich piąte miejsce. W sezonie zimowym wystartował w czterech z siedmiu konkursów z cyklu Alpen Cup 1991/1992, jednak tym razem tylko jeden raz zdołał wywalczyć punkty do klasyfikacji generalnej – 15 lutego 1992 w Hinterzarten zajął 14. miejsce.

### Sezon 1992/1993

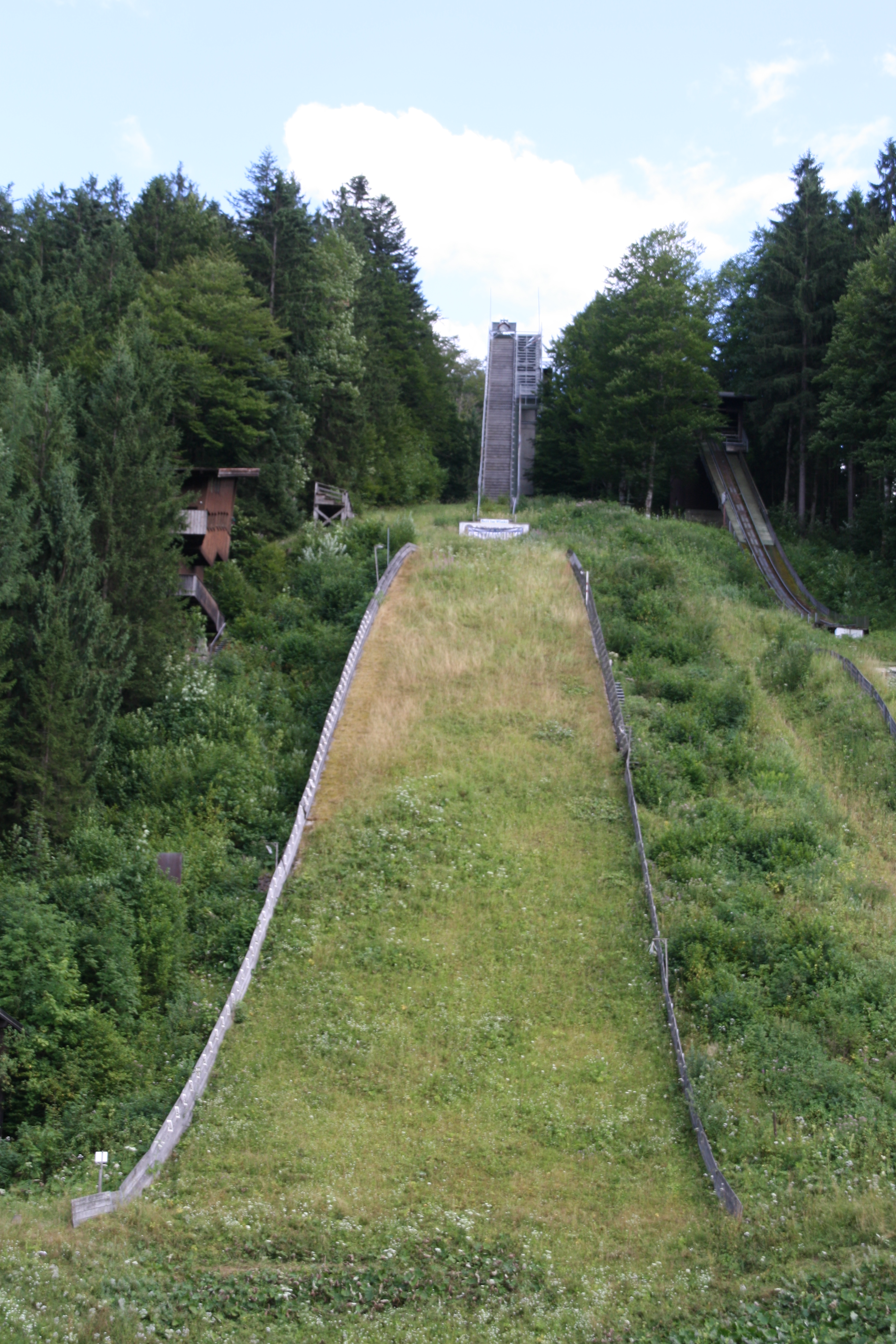
Franz-Haslberger-Schanze w Reit im Winkl – skocznia, na której Schallert w 1993 roku zwyciężył w zawodach Alpen Cup

W sezonie 1992/1993 zaprezentował się w czterech pierwszych konkursach cyklu Alpen Cup. We wszystkich uzyskał miejsca w czołowej dziesiątce zawodów – w Planicy był dziewiąty, w Villach trzeci, w Predazzo ósmy, a w Reit im Winkl odniósł pierwsze w karierze zwycięstwo w konkursie tej rangi. Dzięki temu w łącznej klasyfikacji Alpen Cup zajął drugie miejsce z dorobkiem 55 punktów. W klasyfikacji tej przegrał z Adolfem Gruggerem, a drugie miejsce zajmował ex aequo z Andreasem Beckiem i Gerhardem Gattingerem. Pomiędzy startami w Alpen Cupie, 10 stycznia wystąpił w zawodach Pucharu Europy w Wörgl, jednak zajął w nich 40. miejsce. W sezonie 1992/1993 zdobył jednak pierwsze w karierze punkty do klasyfikacji tego cyklu, pięciokrotnie plasując się w pierwszej dziesiątce zawodów. Najpierw, w norweskiej Sprovie zajął siódme i ósme miejsce. Następnie, w fińskiej Ruce po raz pierwszy w karierze stanął na podium zawodów Pucharu Europy, zajmując drugie miejsce za Toni Nieminenem. W ostatnich konkursach sezonu, w szwedzkim Gällivare Schallert dwukrotnie zwyciężył, dzięki czemu zapewnił sobie dziewiąte miejsce w klasyfikacji generalnej.
W marcu 1993 roku wystartował w mistrzostwach świata juniorów w narciarstwie klasycznym w Harrachovie. W konkursach skoków zajął dziewiąte miejsce indywidualnie i drugie drużynowo. Srebrny medal w drużynie zdobył wspólnie z Andreasem Wildhölzlem, Ingemarem Mayrem i Thomasem Kuglitschem.

### Sezon 1993/1994

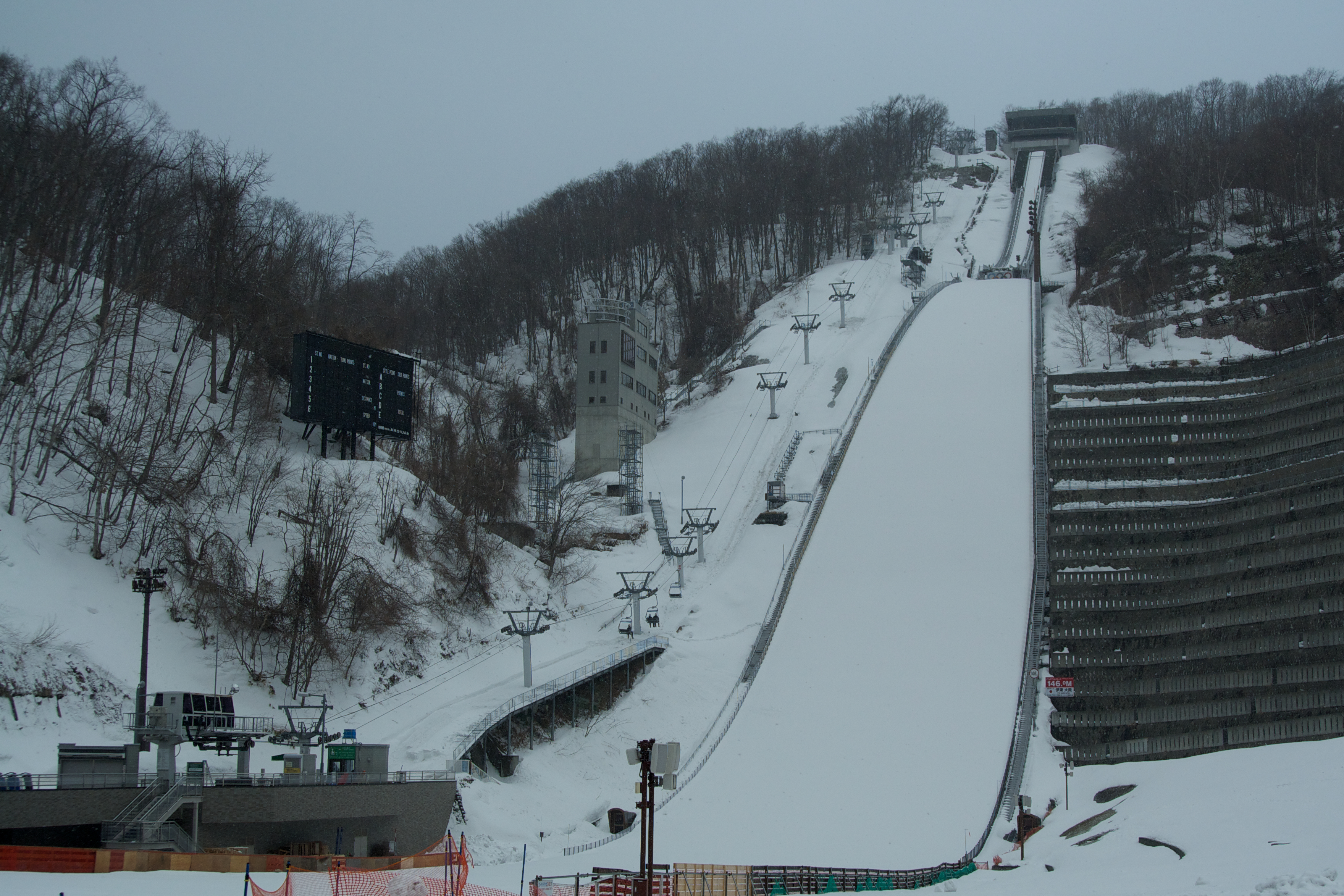
Ōkurayama w Sapporo – skocznia, na której Schallert w 1994 roku zdobył pierwsze w karierze punkty Pucharu Świata

W grudniu 1993 roku w Lillehammer po raz pierwszy po przekształceniu Pucharu Europy w Puchar Kontynentalny Schallert wystąpił w zawodach tego cyklu. W pierwszym starcie zajął 37. miejsce, w drugim był 29. i zdobył pierwsze dwa punkty do klasyfikacji generalnej. W grudniu uczestniczył jeszcze w pięciu zawodach Pucharu Kontynentalnego, za każdym razem punktując – w konkursach w Oberwiesenthal, Lauschy, Wörgl i Sankt Moritz plasował się w drugiej dziesiątce, a w Sankt Aegyd stanął na najniższym stopniu podium, ulegając Klausowi Huberowi i Christianowi Moserowi. W styczniu 1994 roku po raz pierwszy w karierze wziął udział w kwalifikacjach do konkursów Pucharu Świata. Wystartował w kwalifikacjach w Innsbrucku i Bischofshofen, zawodach 42. Turnieju Czterech Skoczni, jednak ani razu nie awansował do konkursu głównego. Po występie w Bischofshofen udał się do Gallio, gdzie ponownie zajął trzecie miejsce w zawodach Pucharu Kontynentalnego, tym razem przegrywając z Nicolasem Jeanem-Prostem i Ronny Hornschuhem. Niecałe dwa tygodnie po tym starcie ponownie wystąpił w Pucharze Świata, tym razem w dwóch konkursach Sapporo. W obu przypadkach zaprezentował się w zawodach głównych – 22 stycznia był 45., a dzień później 30., dzięki czemu zdobył pierwszy w karierze punkt do klasyfikacji generalnej PŚ.
Do końca sezonu zimowego 1993/1994, tj. w lutym i marcu 1994, Schallert występował w Pucharze Kontynentalnym. Łącznie jeszcze jedenastokrotnie zaprezentował się w zawodach tej rangi, w tym sześciokrotnie uplasował się w pierwszej trzydziestce dającej punkty do klasyfikacji generalnej. Trzy razy zajął miejsce w pierwszej dziesiątce zawodów – 11 lutego w Ruhpolding był piąty, 26 lutego w Schönwaldzie ósmy, a 10 marca w Zakopanem siódmy. Punkty zdobył również 13 lutego w Planicy (28. miejsce) oraz 12 i 13 marca w Szczyrbskim Jeziorze (22. i 16. miejsce).

### Sezon 1994/1995
W sierpniu i wrześniu 1994 zaprezentował się w dwóch z trzech konkursów pierwszej edycji Letniego Grand Prix w skokach na igelicie. W Hinterzarten odpadł w kwalifikacjach, a w Stams zajął 47. miejsce. W klasyfikacji łącznej tego cyklu zajął 64. miejsce w gronie 70 sklasyfikowanych skoczków.
Sezon 1994/1995 w Pucharze Kontynentalnym rozpoczął od 27. i 32. miejsca w konkursach w Lillehammer na początku grudnia 1994. Kilka dni później wziął udział w zawodach Pucharu Świata na normalnej skoczni w Planicy, jednak nie zdobył w nich punktów do klasyfikacji – w pierwszym konkursie zajął 39, a w drugim 42. miejsce. W drugi dzień świąt Bożego Narodzenia zajął siódme miejsce w konkursie Pucharu Kontynentalnego w Sankt Moritz. Na przełomie 1994 i 1995 roku drugi raz w karierze wziął udział w Turnieju Czterech Skoczni. W jego 43. edycji wystartował jednak dwukrotnie w zawodach głównych (45. miejsce w Garmisch-Partenkirchen i 28. w Bischofshofen), dwukrotnie start zakończył na seriach kwalifikacyjnych (w Oberstdorfie i Innsbrucku). Rezultat z Bischofshofen dał mu trzy punkty do klasyfikacji Pucharu Świata. W Turnieju Czterech Skoczni został sklasyfikowany na 45. miejscu.
Po zakończeniu turnieju wystąpił jeszcze w kwalifikacjach do konkursu Pucharu Świata w Willingen, jednak nie zdołał awansować do zawodów głównych. Następnie powrócił do rywalizacji w Pucharze Kontynentalnym, w którym startował już do końca sezonu zimowego. W konkursach zaliczanych do klasyfikacji generalnej jedenastokrotnie zajmował miejsca w pierwszej dziesiątce. W styczniu dokonał tego cztery razy – był siódmy w Courchevel, piąty w Szczyrbskim Jeziorze i dwukrotnie czwarty w Zakopanem. W rozegranych na początku lutego konkursach Turnieju Trzech Skoczni trzykrotnie uplasował się w dziesiątce – w Reit im Winkl był dziewiątym, w Saalfelden siódmy, a w Ruhpolding dziesiąty. Dzięki temu w klasyfikacji turnieju zajął siódme miejsce. W lutym zajął jeszcze drugie miejsce (za Ladislavem Dluhošem) w konkursie w Iron Mountain. Ponadto był drugi w Iron Mountain, piąty w Westby i szósty w Ishpeming w zawodach niezaliczanych do klasyfikacji cyklu. W marcu został sklasyfikowany na dziewiątym miejscu w Turnieju Schwarzwaldzkim, po zajęciu 11. i 13. miejsca w konkursach PK w Schönwaldzie. W kończących sezon kwietniowych zawodach w Gällivare i Rovaniemi trzykrotnie był w pierwszej dziesiątce – w Szwecji szósty, a w Finlandii czwarty i piąty. Łącznie dało mu to 632 punkty i piątą pozycję w klasyfikacji generalnej cyklu. Do triumfatora klasyfikacji generalnej, Olli Happonena, Schallert stracił 235 punktów, a do trzeciego zawodnika tej klasyfikacji, Risto Jussilainena, 19 punktów.

### Sezon 1995/1996
Latem 1995 roku wystąpił w Letnim Grand Prix. W Kuopio nie przebrnął kwalifikacji, a w Stams zajął 45. miejsce. W klasyfikacji cyklu był 67.
W grudniu w sezonie zimowym 1995/1996 uczestniczył w konkursach Pucharu Świata. Spośród pięciu grudniowych startów w zawodach tej rangi tylko raz nie awansował do konkursu głównego – 8 grudnia w Villach. Dwukrotnie zdobył punkty do klasyfikacji generalnej Pucharu Świata – 12 grudnia w Predazzo zajął 29. miejsce, a 17 grudnia w drugim konkursie w Chamonix był 28. Ponadto na dużej skoczni w Planicy uplasował się na 49., a w pierwszym konkursie w Chamonix na 42. miejscu. W styczniu 1996 roku wziął udział w kwalifikacjach do austriackich konkursów 44. Turnieju Czterech Skoczni, jednak ani w Innsbrucku, ani w Bischofshofen nie awansował do zawodów głównych.
Po turnieju powrócił do startów w Pucharze Kontynentalnym i to w nim występował do końca sezonu zimowego. Łącznie w sezonie 1995/1996 trzynaście razy uczestniczył w zawodach zaliczanych do klasyfikacji tego cyklu. Pierwsze w sezonie punkty wywalczył 12 stycznia w Reit im Winkl, zajmując szesnaste miejsce. W kolejnych dwóch konkursach Turnieju Trzech Skoczni, w Saalfelden i Berchtesgaden, również plasował się w drugiej dziesiątce stawki (na 14. i 19. miejscu), dzięki czemu zajął dwunaste miejsce w klasyfikacji łącznej turnieju. W dalszej części sezonu pięciokrotnie plasował się w pierwszej dziesiątce zawodów PK. W styczniu dokonał tego trzykrotnie – w Libercu był dziesiąty i szósty, a w Seefeld ósmy. Najlepsze rezultaty w sezonie osiągnął w marcowych konkursach w Zaō – w pierwszym z nich był trzeci za Frankiem Reichelem i Naoto Itō, a w drugim piąty. W pierwszej dziesiątce ukończył również zawody w Braunlage (na czwartym i siódmym miejscu), jednak nie były one premiowane punktami PK. Łącznie w sezonie zebrał 258 punktów i zajął 34. miejsce w klasyfikacji Pucharu Kontynentalnego. Z kolei zdobyte 3 punkty w Pucharze Świata uplasowały go na 91. miejscu w tym cyklu.

### Lata 1996–1999

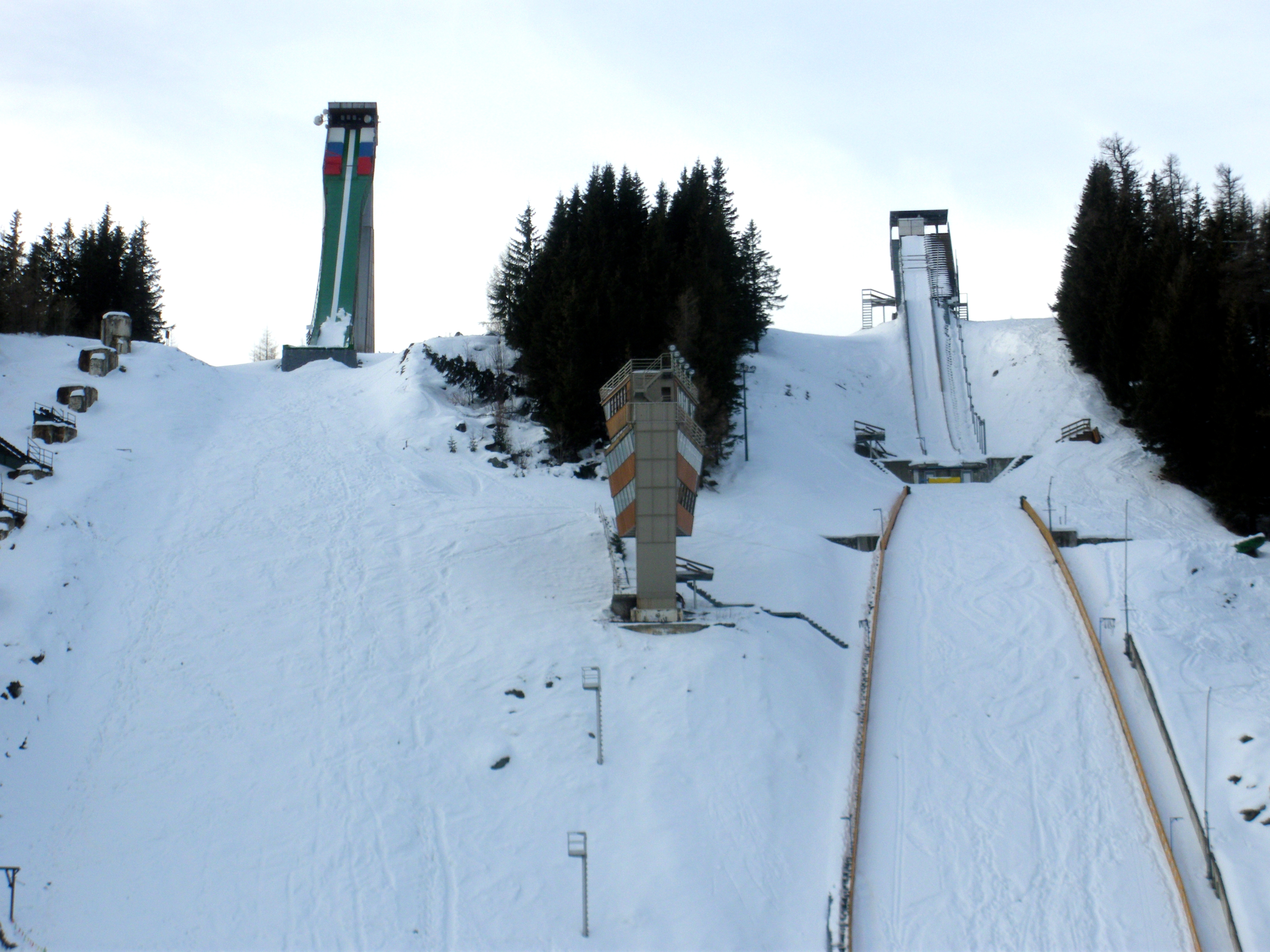
MS 1970 B (po prawej) w Szczyrbskim Jeziorze – skocznia, na której Schallert w 1999 roku został wicemistrzem uniwersjady

Latem 1996 roku wystąpił w siedmiu konkursach Pucharu Kontynentalnego. Pięć z tych występów dało mu punkty do klasyfikacji generalnej cyklu. Najlepszy rezultat osiągnął 8 września we Frenštácie pod Radhoštěm, gdzie był czwarty. Ponadto zapunktował 18 sierpnia w Zakopanem (12. miejsce), 22 września w Hakubie (27. miejsce) oraz 26 i 27 września w Muju (16. i 25. miejsce).
W sierpniu i wrześniu dwukrotnie wystartował również w zawodach Letniego Grand Prix – 28 sierpnia w Predazzo był 45., a 1 września w Stams zajął 28. miejsce. Dało mu to 3 punkty do klasyfikacji generalnej i 52. miejsce w cyklu.
Sezon zimowy rozpoczął od występu w Pucharze Świata w Harrachovie. Do pierwszego konkursu się nie zakwalifikował, w drugim zajął 23. miejsce. Tym samym zdobył 8 punktów do klasyfikacji generalnej i osiągnął najlepsze w karierze miejsce w zawodach Pucharu Świata. Następnie wziął udział w trzech konkursach Pucharu Kontynentalnego i we wszystkich zajął miejsca w drugiej dziesiątce – w Brotterode był dziewiętnasty, w Lauschy szesnasty, a w Sankt Moritz dwudziesty.
Na przełomie grudnia 1996 i stycznia 1997 po raz ostatni w karierze wystąpił w Turnieju Czterech Skoczni, a konkretnie w 45. jego edycji. Do pierwszych trzech zawodów się nie zakwalifikował, a w czwartym (w Bischofshofen) zajął 38. miejsce. Był to ostatni występ Schallerta w zawodach Pucharu Świata. Cykl w tym sezonie ukończył na 88. miejscu w klasyfikacji generalnej.
W styczniu wziął udział w pięciu konkursach Pucharu Kontynentalnego i we wszystkich wywalczył punkty, a dwukrotnie uplasował się w pierwszej dziesiątce – 10 stycznia w Ramsau był piąty, a 18 stycznia w Oberhofie dziesiąty. Na przełomie stycznia i lutego uczestniczył w zimowej uniwersjadzie w Muju. W pierwszym konkursie skoków, indywidualnym na normalnej skoczni, zdobył brązowy medal. Przegrał wówczas tylko z Łukaszem Kruczkiem i Yoshiharu Ikedą. Cztery dni później Schallert zdobył srebrny medal w zawodach drużynowych. Zespół austriacki, w którym wystąpili także Alexander Pointner, Christian Reinthaler i Werner Schuster, przegrał z reprezentacją Japonii o 3 punkty. W drugim konkursie indywidualnym, rozegranym 2 lutego na dużym obiekcie, Schallert został sklasyfikowany na siódmym miejscu.
Po uniwersjadzie, do końca sezonu zimowego, startował w Pucharze Kontynentalnym. W siedmiu z ośmiu startów zdobył punkty do klasyfikacji cyklu, a czterokrotnie zakończył konkurs w czołowej dziesiątce. Starty zakończone w pierwszej dziesiątce osiągnął 22 lutego w Iron Mountain (10. miejsce), 1 marca w Ishpeming (7. miejsce), 9 marca w Braunlage (4. miejsce) i 15 marca w Vikersund (10. miejsce). W całym sezonie zebrał 401 punktów, dzięki czemu zajął 19. miejsce w klasyfikacji końcowej.
W styczniu 1999 roku wziął udział w zimowej uniwersjadzie w Popradzie. W drużynowym konkursie skoków, rozegranym na normalnej skoczni w Szczyrbskim Jeziorze, zdobył srebrny medal. W zespole Austrii, poza Schallertem, wystąpili Fabian Ebenhoch, Christian Reinthaler i Gerhard Gattinger. Do złotych medalistów, Japończyków, zabrakło im 38 punktów.

## Osiągnięcia

### Uniwersjada
| Miejsce | Dzień            | Miejscowość         | Skocznia    | Punkt K | Konkurs | Skok 1 | Skok 2 | Nota          | Strata | Zwycięzca       |
| ------- | ---------------- | ------------------- | ----------- | ------- | ------- | ------ | ------ | ------------- | ------ | --------------- |
| 3.      | 26 stycznia 1997 | Muju                | Muju Resort | K-90    | ind.    | 92,0   | 90,5   | 238,0         | 15,5   | Łukasz Kruczek  |
| 2.      | 30 stycznia 1997 | Muju                | Muju Resort | K-90    | druż.   | 93,5   | 94,0   | 720,0 (248,0) | 3,0    | Japonia         |
| 7.      | 2 lutego 1997    | Muju                | Muju Resort | K-120   | ind.    | 126,5  | 115,0  | 232,2         | 47,9   | Yoshiharu Ikeda |
| 2.      | 26 stycznia 1999 | Szczyrbskie Jezioro | MS 1970 B   | K-90    | druż.   | 85,5   | 87,0   | 633,0 (214,0) | 38,0   | Japonia         |

### Mistrzostwa świata juniorów
| Miejsce | Dzień        | Miejscowość | Skocznia | Punkt K | Konkurs | Skok 1 | Skok 2 | Nota          | Strata | Zwycięzca    |
| ------- | ------------ | ----------- | -------- | ------- | ------- | ------ | ------ | ------------- | ------ | ------------ |
| 2.      | 3 marca 1993 | Harrachov   | Čerťák   | K-90    | druż.   | 82,5   | 96,0   | 845,8 (221,6) | 13,2   | Finlandia    |
| 9.      | 5 marca 1993 | Harrachov   | Čerťák   | K-90    | ind.    | 84,0   | 82,5   | 203,4         | 29,8   | Janne Ahonen |

### Puchar Świata

#### Miejsca w klasyfikacji generalnej
| Sezon     | Miejsce |
| --------- | ------- |
| 1993/1994 | 94.     |
| 1994/1995 | 91.     |
| 1995/1996 | 89.     |
| 1996/1997 | 88.     |

#### Miejsca w poszczególnych konkursach Pucharu Świata
| Źródło | Źródło           | Źródło          | Źródło                      | Źródło         | Źródło             | Źródło                      | Źródło                      | Źródło             | Źródło                      | Źródło         | Źródło             | Źródło         | Źródło         | Źródło      | Źródło           | Źródło             | Źródło          | Źródło              | Źródło              | Źródło             | Źródło             | Źródło     | Źródło       | Źródło       | Źródło         | Źródło    | Źródło    | Źródło | Źródło | Źródło | Źródło | Źródło | Źródło | Źródło | Źródło | Źródło | Źródło | Źródło | Źródło | Źródło | Źródło | Źródło | Źródło | Źródło | Źródło | Źródło | Źródło | Źródło | Źródło |
| --- | ---------------- | --------------- | --------------------------- | -------------- | ------------------ | --------------------------- | --------------------------- | ------------------ | --------------------------- | -------------- | ------------------ | -------------- | -------------- | ----------- | ---------------- | ------------------ | --------------- | ------------------- | ------------------- | ------------------ | ------------------ | ---------- | ------------ | ------------ | -------------- | --------- | --------- | ------ | ------ | ------ | ------ | ------ | ------ | ------ | ------ | ------ | ------ | ------ | ------ | ------ | ------ | ------ | ------ | ------ | ------ | ------ | ------ | ------ | ------ |
| Sezon 1993/1994                                                                                                   |                  |                 |                             |                |                    |                             |                             |                    |                             |                |                    |                |                |             |                  |                    |                 |                     |                     |                    |                    |            |              |              |                |           |           |        |        |        |        |        |        |        |        |        |        |        |        |        |        |        |        |        |        |        |        |        |        |
| Planica K92 | Planica K120     | Predazzo K120   | Courchevel K120             | Engelberg K120 | Oberstdorf K115    | Garmisch-Partenkirchen K107 | Innsbruck K110              | Bischofshofen K120 | Murau K120                  | Liberec K120   | Liberec K120       | Sapporo K90    | Sapporo K115   | Lahti K90   | Örnsköldsvik K90 | MŚL – Planica K185 | Thunder Bay K90 | Thunder Bay K90     | punkty              | punkty             | punkty             | punkty     | punkty       | punkty       | punkty         | punkty    | punkty    | punkty | punkty | punkty | punkty | punkty | punkty | punkty | punkty | punkty | punkty |        |        |        |        |        |        |        |        |        |        |        |        |
| - | -                | -               | -                           | -              | -                  | -                           | q                           | q                  | -                           | -              | -                  | 45             | 30             | -           | -                | -                  | -               | -                   | 1                   | 1                  | 1                  | 1          | 1            | 1            | 1              | 1         | 1         | 1      | 1      | 1      | 1      | 1      | 1      | 1      | 1      | 1      | 1      |        |        |        |        |        |        |        |        |        |        |        |        |
| Sezon 1994/1995                                                                                                   |                  |                 |                             |                |                    |                             |                             |                    |                             |                |                    |                |                |             |                  |                    |                 |                     |                     |                    |                    |            |              |              |                |           |           |        |        |        |        |        |        |        |        |        |        |        |        |        |        |        |        |        |        |        |        |        |        |
| Planica K92 | Planica K92      | Oberstdorf K115 | Garmisch-Partenkirchen K107 | Innsbruck K110 | Bischofshofen K120 | Willingen K120              | Engelberg K120              | Engelberg K120     | Sapporo K90                 | Sapporo K115   | Lahti K90          | Lahti K114     | Kuopio K92     | Falun K90   | Falun K90        | Lillehammer K120   | Oslo K110       | Vikersund K170      | Vikersund K170      | Oberstdorf K182    | punkty             | punkty     | punkty       | punkty       | punkty         | punkty    | punkty    | punkty | punkty | punkty | punkty | punkty | punkty | punkty | punkty | punkty | punkty | punkty | punkty |        |        |        |        |        |        |        |        |        |        |
| 39 | 42               | q               | 45                          | q              | 28                 | q                           | -                           | -                  | -                           | -              | -                  | -              | -              | -           | -                | -                  | -               | -                   | -                   | -                  | 3                  | 3          | 3            | 3            | 3              | 3         | 3         | 3      | 3      | 3      | 3      | 3      | 3      | 3      | 3      | 3      | 3      | 3      | 3      |        |        |        |        |        |        |        |        |        |        |
| Sezon 1995/1996                                                                                                   |                  |                 |                             |                |                    |                             |                             |                    |                             |                |                    |                |                |             |                  |                    |                 |                     |                     |                    |                    |            |              |              |                |           |           |        |        |        |        |        |        |        |        |        |        |        |        |        |        |        |        |        |        |        |        |        |        |
| Lillehammer K90                                                                                                   | Lillehammer K120 | Villach K90     | Planica K120                | Predazzo K90   | Chamonix K95       | Chamonix K95                | Oberhof K120                | Oberstdorf K115    | Garmisch-Partenkirchen K107 | Innsbruck K110 | Bischofshofen K120 | Engelberg K120 | Engelberg K120 | Sapporo K90 | Sapporo K115     | Zakopane K116      | Zakopane K116   | MŚL – Tauplitz K185 | MŚL – Tauplitz K185 | Iron Mountain K120 | Iron Mountain K120 | Kuopio K92 | Lahti K90    | Lahti K114   | Harrachov K180 | Falun K90 | Oslo K110 | punkty |        |        |        |        |        |        |        |        |        |        |        |        |        |        |        |        |        |        |        |        |        |
| - | -                | q               | 49                          | 29             | 42                 | 28                          | -                           | -                  | -                           | q              | q                  | -              | -              | -           | -                | -                  | -               | -                   | -                   | -                  | -                  | -          | -            | -            | -              | -         | -         | 5      |        |        |        |        |        |        |        |        |        |        |        |        |        |        |        |        |        |        |        |        |        |
| Sezon 1996/1997                                                                                                   |                  |                 |                             |                |                    |                             |                             |                    |                             |                |                    |                |                |             |                  |                    |                 |                     |                     |                    |                    |            |              |              |                |           |           |        |        |        |        |        |        |        |        |        |        |        |        |        |        |        |        |        |        |        |        |        |        |
| Lillehammer K120                                                                                                  | Lillehammer K120 | Ruka K120       | Ruka K120                   | Harrachov K120 | Harrachov K120     | Oberstdorf K115             | Garmisch-Partenkirchen K115 | Innsbruck K110     | Bischofshofen K120          | Engelberg K120 | Engelberg K120     | Sapporo K90    | Sapporo K120   | Hakuba K120 | Willingen K120   | Willingen K120     | Tauplitz K185   | Tauplitz K185       | Lahti K114          | Kuopio K92         | Falun K115         | Oslo K112  | Planica K185 | Planica K185 | punkty         | punkty    | punkty    | punkty | punkty | punkty | punkty | punkty | punkty | punkty | punkty | punkty | punkty | punkty | punkty | punkty | punkty | punkty | punkty |        |        |        |        |        |        |
| - | -                | -               | -                           | q              | 23                 | q                           | q                           | q                  | 38                          | -              | -                  | -              | -              | -           | -                | -                  | -               | -                   | -                   | -                  | -                  | -          | -            | -            | 8              | 8         | 8         | 8      | 8      | 8      | 8      | 8      | 8      | 8      | 8      | 8      | 8      | 8      | 8      | 8      | 8      | 8      | 8      |        |        |        |        |        |        |
| Legenda |                  |                 |                             |                |                    |                             |                             |                    |                             |                |                    |                |                |             |                  |                    |                 |                     |                     |                    |                    |            |              |              |                |           |           |        |        |        |        |        |        |        |        |        |        |        |        |        |        |        |        |        |        |        |        |        |        |
| 1 2 3 4-10 11-30 poniżej 30 dq – dyskwalifikacja q – zawodnik nie zakwalifikował się - – zawodnik nie wystartował |                  |                 |                             |                |                    |                             |                             |                    |                             |                |                    |                |                |             |                  |                    |                 |                     |                     |                    |                    |            |              |              |                |           |           |        |        |        |        |        |        |        |        |        |        |        |        |        |        |        |        |        |        |        |        |        |        |

#### Turniej Czterech Skoczni
| 42. Turniej Czterech Skoczni |                        |           |               |       |         |
| Oberstdorf                   | Garmisch-Partenkirchen | Innsbruck | Bischofshofen | Nota  | Miejsce |
| –                            | –                      | q         | q             | –     | –       |
| 43. Turniej Czterech Skoczni |                        |           |               |       |         |
| Oberstdorf                   | Garmisch-Partenkirchen | Innsbruck | Bischofshofen | Nota  | Miejsce |
| q                            | 45.                    | q         | 28.           | 256,2 | 45.     |
| 44. Turniej Czterech Skoczni |                        |           |               |       |         |
| Oberstdorf                   | Garmisch-Partenkirchen | Innsbruck | Bischofshofen | Nota  | Miejsce |
| –                            | –                      | q         | q             | –     | –       |
| 45. Turniej Czterech Skoczni |                        |           |               |       |         |
| Oberstdorf                   | Garmisch-Partenkirchen | Innsbruck | Bischofshofen | Nota  | Miejsce |
| q                            | q                      | q         | 38.           | 83,4  | 70.     |

### Puchar Europy

#### Miejsca w klasyfikacji generalnej
| Sezon     | Miejsce           |
| --------- | ----------------- |
| 1990/1991 | niesklasyfikowany |
| 1992/1993 | 9.                |

#### Miejsca w poszczególnych konkursach Pucharu Europy
| Sezon 1990/1991                                          |                |              |             |            |            |         |           |           |           |           |           |                  |                  |                  |           |         |        |           |        |           |           |        |        |        |        |        |        |        |        |        |        |        |        |        |        |        |        |        |        |        |        |        |        |        |        |        |        |        |        |        |        |        |        |        |        |        |        |        |        |        |        |
| Oberwiesenthal                                           | Chaux-Neuve    | Sankt Moritz | Sankt Aegyd | Saalfelden | Ruhpolding | Planica | Harrachov | Liberec   | La Molina | Willingen | Willingen | Seefeld in Tirol | Gallio           | Titisee-Neustadt | Schönwald | Szczyrk | Ruka   | Rovaniemi | punkty | punkty    | punkty    | punkty | punkty | punkty | punkty | punkty | punkty | punkty | punkty | punkty | punkty | punkty | punkty | punkty | punkty | punkty | punkty | punkty | punkty | punkty | punkty | punkty | punkty | punkty | punkty | punkty | punkty | punkty | punkty | punkty | punkty | punkty | punkty | punkty | punkty | punkty | punkty | punkty |        |        |        |
| -                                                        | -              | -            | -           | -          | -          | -       | -         | -         | -         | -         | -         | 30               | -                | -                | -         | -       | -      | -         | 0      | 0         | 0         | 0      | 0      | 0      | 0      | 0      | 0      | 0      | 0      | 0      | 0      | 0      | 0      | 0      | 0      | 0      | 0      | 0      | 0      | 0      | 0      | 0      | 0      | 0      | 0      | 0      | 0      | 0      | 0      | 0      | 0      | 0      | 0      | 0      | 0      | 0      | 0      | 0      |        |        |        |
| Sezon 1992/1993                                          |                |              |             |            |            |         |           |           |           |           |           |                  |                  |                  |           |         |        |           |        |           |           |        |        |        |        |        |        |        |        |        |        |        |        |        |        |        |        |        |        |        |        |        |        |        |        |        |        |        |        |        |        |        |        |        |        |        |        |        |        |        |        |
| Oberwiesenthal                                           | Oberwiesenthal | Sankt Moritz | Sankt Aegyd | Planica    | Planica    | Wörgl   | Willingen | Willingen | Gallio    | Gallio    | Zakopane  | Szczyrk          | Titisee-Neustadt | Schönwald        | Chamonix  | Oberhof | Sprova | Sprova    | Kuopio | Gällivare | Gällivare | punkty | punkty | punkty | punkty | punkty | punkty | punkty | punkty | punkty | punkty | punkty | punkty | punkty | punkty | punkty | punkty | punkty | punkty | punkty | punkty | punkty | punkty | punkty | punkty | punkty | punkty | punkty | punkty | punkty | punkty | punkty | punkty | punkty | punkty | punkty | punkty | punkty | punkty | punkty | punkty |
| -                                                        | -              | -            | -           | -          | -          | 40      | -         | -         | -         | -         | -         | -                | -                | -                | -         | -       | 7      | 8         | 2      | 1         | 1         | 87     | 87     | 87     | 87     | 87     | 87     | 87     | 87     | 87     | 87     | 87     | 87     | 87     | 87     | 87     | 87     | 87     | 87     | 87     | 87     | 87     | 87     | 87     | 87     | 87     | 87     | 87     | 87     | 87     | 87     | 87     | 87     | 87     | 87     | 87     | 87     | 87     | 87     | 87     | 87     |
| Legenda                                                  |                |              |             |            |            |         |           |           |           |           |           |                  |                  |                  |           |         |        |           |        |           |           |        |        |        |        |        |        |        |        |        |        |        |        |        |        |        |        |        |        |        |        |        |        |        |        |        |        |        |        |        |        |        |        |        |        |        |        |        |        |        |        |
| 1 2 3 4-10 11-15 poniżej 15 - – zawodnik nie wystartował |                |              |             |            |            |         |           |           |           |           |           |                  |                  |                  |           |         |        |           |        |           |           |        |        |        |        |        |        |        |        |        |        |        |        |        |        |        |        |        |        |        |        |        |        |        |        |        |        |        |        |        |        |        |        |        |        |        |        |        |        |        |        |

### Puchar Kontynentalny

#### Miejsca w klasyfikacji generalnej
| Sezon     | Miejsce |
| --------- | ------- |
| 1993/1994 | 13.     |
| 1994/1995 | 5.      |
| 1995/1996 | 34.     |
| 1996/1997 | 19.     |

#### Miejsca w poszczególnych konkursach Pucharu Kontynentalnego
| Sezon 1993/1994                                                               |             |                        |         |        |              |             |             |             |               |           |              |             |             |               |                     |          |               |               |           |           |                  |                     |              |               |           |                  |                     |                     |               |               |           |           |         |           |           |           |           |           |           |            |            |           |           |        |           |        |        |        |        |        |        |        |        |        |        |        |        |        |        |        |        |        |        |        |        |        |        |        |        |        |        |        |        |        |        |        |        |        |        |
| Lillehammer                                                                   | Lillehammer | Oberwiesenthal         | Lauscha | Wörgl  | Sankt Moritz | Sankt Aegyd | Gallio      | Sapporo     | Sapporo       | Willingen | Willingen    | Ironwood    | Ironwood    | Ruhpolding    | Saalfelden          | Planica  | Iron Mountain | Iron Mountain | Ishpeming | Schönwald | Titisee-Neustadt | Calgary             | Calgary      | Zaō           | Zakopane  | Zakopane         | Szczyrbskie Jezioro | Szczyrbskie Jezioro | Sprova        | Sprova        | Ruka      | Rovaniemi | punkty  | punkty    | punkty    | punkty    | punkty    | punkty    | punkty    | punkty     | punkty     | punkty    | punkty    | punkty | punkty    | punkty | punkty | punkty | punkty | punkty | punkty | punkty | punkty | punkty | punkty | punkty | punkty | punkty | punkty | punkty | punkty | punkty | punkty | punkty | punkty | punkty | punkty | punkty | punkty | punkty | punkty | punkty |        |        |        |        |        |        |        |
| 37                                                                            | 29          | 15                     | 18      | 12     | 17           | 3           | 3           | -           | -             | -         | -            | -           | -           | 5             | 31                  | 28       | -             | -             | -         | 8         | 45               | -                   | -            | -             | 32        | 7                | 22                  | 16                  | -             | -             | 40        | 40        | 327     | 327       | 327       | 327       | 327       | 327       | 327       | 327        | 327        | 327       | 327       | 327    | 327       | 327    | 327    | 327    | 327    | 327    | 327    | 327    | 327    | 327    | 327    | 327    | 327    | 327    | 327    | 327    | 327    | 327    | 327    | 327    | 327    | 327    | 327    | 327    | 327    | 327    | 327    | 327    |        |        |        |        |        |        |        |
| Sezon 1994/1995                                                               |             |                        |         |        |              |             |             |             |               |           |              |             |             |               |                     |          |               |               |           |           |                  |                     |              |               |           |                  |                     |                     |               |               |           |           |         |           |           |           |           |           |           |            |            |           |           |        |           |        |        |        |        |        |        |        |        |        |        |        |        |        |        |        |        |        |        |        |        |        |        |        |        |        |        |        |        |        |        |        |        |        |        |
| Lillehammer                                                                   | Lillehammer | Jyväskylä              | Lahti   | Lahti  | Sankt Moritz | Lake Placid | Lake Placid | Planica     | Planica       | Sapporo   | Sapporo      | Sapporo     | Courchevel  | Courchevel    | Szczyrbskie Jezioro | Zakopane | Zakopane      | Gallio        | Gallio    | Liberec   | Liberec          | Reit im Winkl       | Saalfelden   | Ruhpolding    | Westby    | Iron Mountain    | Ishpeming           | Sapporo             | Zaō           | Zaō           | Schönwald | Schönwald | Sprova  | Sprova    | Ruka      | Gällivare | Rovaniemi | Rovaniemi | punkty    | punkty     | punkty     | punkty    | punkty    | punkty | punkty    | punkty | punkty | punkty | punkty | punkty | punkty | punkty | punkty | punkty | punkty | punkty | punkty | punkty | punkty | punkty | punkty | punkty | punkty | punkty | punkty | punkty | punkty | punkty | punkty | punkty | punkty | punkty | punkty | punkty | punkty | punkty | punkty | punkty |        |
| 27                                                                            | 32          | -                      | -       | -      | 7            | -           | -           | -           | -             | -         | -            | -           | 7           | 26            | 5                   | 4        | 4             | -             | -         | -         | -                | 9                   | 7            | 10            | 29        | 2                | 13                  | -                   | -             | -             | 11        | 13        | 19      | 12        | 35        | 6         | 4         | 5         | 632       | 632        | 632        | 632       | 632       | 632    | 632       | 632    | 632    | 632    | 632    | 632    | 632    | 632    | 632    | 632    | 632    | 632    | 632    | 632    | 632    | 632    | 632    | 632    | 632    | 632    | 632    | 632    | 632    | 632    | 632    | 632    | 632    | 632    | 632    | 632    | 632    | 632    | 632    | 632    |        |
| Sezon 1995/1996                                                               |             |                        |         |        |              |             |             |             |               |           |              |             |             |               |                     |          |               |               |           |           |                  |                     |              |               |           |                  |                     |                     |               |               |           |           |         |           |           |           |           |           |           |            |            |           |           |        |           |        |        |        |        |        |        |        |        |        |        |        |        |        |        |        |        |        |        |        |        |        |        |        |        |        |        |        |        |        |        |        |        |        |        |
| Lauscha                                                                       | Brotterode  | Lahti                  | Lahti   | Kuopio | Sankt Moritz | Lake Placid | Lake Placid | Bad Goisern | Reit im Winkl | Sapporo   | Sapporo      | Sapporo     | Saalfelden  | Berchtesgaden | Willingen           | Liberec  | Liberec       | Seefeld       | Westby    | Westby    | Gallio           | Gallio              | Örnsköldsvik | Örnsköldsvik  | Schönwald | Titisee-Neustadt | Bollnäs             | Sapporo             | Beuil         | Beuil         | Falun     | Zaō       | Zaō     | Planica   | Planica   | Voss      | Voss      | Rovaniemi | Ruka      | punkty     | punkty     | punkty    | punkty    | punkty | punkty    | punkty | punkty | punkty | punkty | punkty | punkty | punkty | punkty | punkty | punkty | punkty | punkty | punkty | punkty | punkty | punkty | punkty | punkty | punkty | punkty | punkty | punkty | punkty | punkty | punkty | punkty | punkty | punkty | punkty | punkty | punkty | punkty | punkty | punkty |
| -                                                                             | -           | -                      | -       | -      | -            | -           | -           | 37          | 16            | -         | -            | -           | 14          | 19            | 73                  | 10       | 6             | 8             | -         | -         | -                | -                   | -            | -             | -         | -                | -                   | 51                  | -             | -             | -         | 3         | 5       | -         | -         | -         | -         | 21        | 51        | 258        | 258        | 258       | 258       | 258    | 258       | 258    | 258    | 258    | 258    | 258    | 258    | 258    | 258    | 258    | 258    | 258    | 258    | 258    | 258    | 258    | 258    | 258    | 258    | 258    | 258    | 258    | 258    | 258    | 258    | 258    | 258    | 258    | 258    | 258    | 258    | 258    | 258    | 258    | 258    |
| Sezon 1996/1997                                                               |             |                        |         |        |              |             |             |             |               |           |              |             |             |               |                     |          |               |               |           |           |                  |                     |              |               |           |                  |                     |                     |               |               |           |           |         |           |           |           |           |           |           |            |            |           |           |        |           |        |        |        |        |        |        |        |        |        |        |        |        |        |        |        |        |        |        |        |        |        |        |        |        |        |        |        |        |        |        |        |        |        |        |
| Courchevel                                                                    | Zakopane    | Frenštát pod Radhoštěm | Hakuba  | Hakuba | Muju         | Muju        | Chaux-Neuve | Chaux-Neuve | Brotterode    | Lauscha   | Sankt Moritz | Lake Placid | Lake Placid | Ramsau        | Villach             | Planica  | Sapporo       | Sapporo       | Sapporo   | Oberhof   | Oberhof          | Szczyrbskie Jezioro | Zakopane     | Reit im Winkl | Westby    | Westby           | Saalfelden          | Ruhpolding          | Iron Mountain | Iron Mountain | Ishpeming | Ishpeming | Sapporo | Braunlage | Braunlage | Zaō       | Zaō       | Vikersund | Vikersund | Courchevel | Courchevel | Harrachov | Harrachov | Ruka   | Rovaniemi | punkty |        |        |        |        |        |        |        |        |        |        |        |        |        |        |        |        |        |        |        |        |        |        |        |        |        |        |        |        |        |        |        |        |        |
| 42                                                                            | 12          | 4                      | 42      | 27     | 16           | 24          | -           | -           | 19            | 16        | 20           | -           | -           | 5             | 19                  | 25       | -             | -             | -         | 10        | 25               | -                   | -            | -             | -         | -                | -                   | -                   | 10            | 25            | 7         | 13        | -       | 25        | 4         | -         | -         | 51        | 10        | -          | -          | -         | -         | -      | -         | 401    |        |        |        |        |        |        |        |        |        |        |        |        |        |        |        |        |        |        |        |        |        |        |        |        |        |        |        |        |        |        |        |        |        |
| Legenda                                                                       |             |                        |         |        |              |             |             |             |               |           |              |             |             |               |                     |          |               |               |           |           |                  |                     |              |               |           |                  |                     |                     |               |               |           |           |         |           |           |           |           |           |           |            |            |           |           |        |           |        |        |        |        |        |        |        |        |        |        |        |        |        |        |        |        |        |        |        |        |        |        |        |        |        |        |        |        |        |        |        |        |        |        |
| 1 2 3 4-10 11-30 poniżej 30 dq – dyskwalifikacja - – zawodnik nie wystartował |             |                        |         |        |              |             |             |             |               |           |              |             |             |               |                     |          |               |               |           |           |                  |                     |              |               |           |                  |                     |                     |               |               |           |           |         |           |           |           |           |           |           |            |            |           |           |        |           |        |        |        |        |        |        |        |        |        |        |        |        |        |        |        |        |        |        |        |        |        |        |        |        |        |        |        |        |        |        |        |        |        |        |

### Letnie Grand Prix

#### Miejsca w klasyfikacji generalnej
| Sezon | Miejsce |
| ----- | ------- |
| 1994  | 64.     |
| 1995  | 67.     |
| 1996  | 52.     |

#### Miejsca w poszczególnych konkursach Letniego Grand Prix
| Źródło                                                                                       | Źródło         | Źródło           | Źródło        | Źródło     | Źródło | Źródło | Źródło | Źródło | Źródło | Źródło | Źródło | Źródło | Źródło | Źródło | Źródło | Źródło | Źródło | Źródło | Źródło | Źródło | Źródło | Źródło | Źródło | Źródło | Źródło | Źródło |
| -------------------------------------------------------------------------------------------- | -------------- | ---------------- | ------------- | ---------- | ------ | ------ | ------ | ------ | ------ | ------ | ------ | ------ | ------ | ------ | ------ | ------ | ------ | ------ | ------ | ------ | ------ | ------ | ------ | ------ | ------ | ------ |
| 1994                                                                                         |                |                  |               |            |        |        |        |        |        |        |        |        |        |        |        |        |        |        |        |        |        |        |        |        |        |        |
| Hinterzarten K90                                                                             | Predazzo K90   | Stams K105       | punkty        | punkty     | punkty | punkty | punkty | punkty | punkty | punkty | punkty |        |        |        |        |        |        |        |        |        |        |        |        |        |        |        |
| q                                                                                            | -              | 47               | 77,9          | 77,9       | 77,9   | 77,9   | 77,9   | 77,9   | 77,9   | 77,9   | 77,9   |        |        |        |        |        |        |        |        |        |        |        |        |        |        |        |
| 1995                                                                                         |                |                  |               |            |        |        |        |        |        |        |        |        |        |        |        |        |        |        |        |        |        |        |        |        |        |        |
| Kuopio K92                                                                                   | Trondheim K120 | Hinterzarten K90 | Stams K105    | punkty     | punkty | punkty | punkty | punkty | punkty | punkty | punkty | punkty |        |        |        |        |        |        |        |        |        |        |        |        |        |        |
| q                                                                                            | -              | -                | 45            | 90,3       | 90,3   | 90,3   | 90,3   | 90,3   | 90,3   | 90,3   | 90,3   | 90,3   |        |        |        |        |        |        |        |        |        |        |        |        |        |        |
| 1996                                                                                         |                |                  |               |            |        |        |        |        |        |        |        |        |        |        |        |        |        |        |        |        |        |        |        |        |        |        |
| Trondheim K120                                                                               | Oberhof K120   | Hinterzarten K90 | Predazzo K120 | Stams K105 | punkty |        |        |        |        |        |        |        |        |        |        |        |        |        |        |        |        |        |        |        |        |        |
| -                                                                                            | -              | -                | 45            | 28         | 3      |        |        |        |        |        |        |        |        |        |        |        |        |        |        |        |        |        |        |        |        |        |
| Legenda                                                                                      |                |                  |               |            |        |        |        |        |        |        |        |        |        |        |        |        |        |        |        |        |        |        |        |        |        |        |
| 1 2 3 4-10 11-30 poniżej 30 q – zawodnik nie zakwalifikował się - – zawodnik nie wystartował |                |                  |               |            |        |        |        |        |        |        |        |        |        |        |        |        |        |        |        |        |        |        |        |        |        |        |

### Alpen Cup

#### Miejsca w klasyfikacji generalnej
| Sezon     | Miejsce |
| --------- | ------- |
| 1990/1991 | 11.     |
| 1991/1992 | 29.     |
| 1992/1993 | 2.      |

### Mistrzostwa świata dzieci (nieoficjalne)
| Miejsce | Dzień           | Miejscowość            | Skocznia        | Punkt K | Konkurs   | Skok 1 | Skok 2 | Nota          | Strata | Zwycięzca      |
| ------- | --------------- | ---------------------- | --------------- | ------- | --------- | ------ | ------ | ------------- | ------ | -------------- |
| 2.      | 4 sierpnia 1989 | Garmisch-Partenkirchen | Hausbergschanze | K-40    | ind. U-14 | 40,0   | 40,5   | 187,3         | 16,8   | Zoran Zupančič |
| 1.      | 6 sierpnia 1989 | Garmisch-Partenkirchen | Hausbergschanze | K-40    | druż.     | 40,5   | 42,0   | 598,5 (192,1) | –      | –              |